# Miroslav Tadić

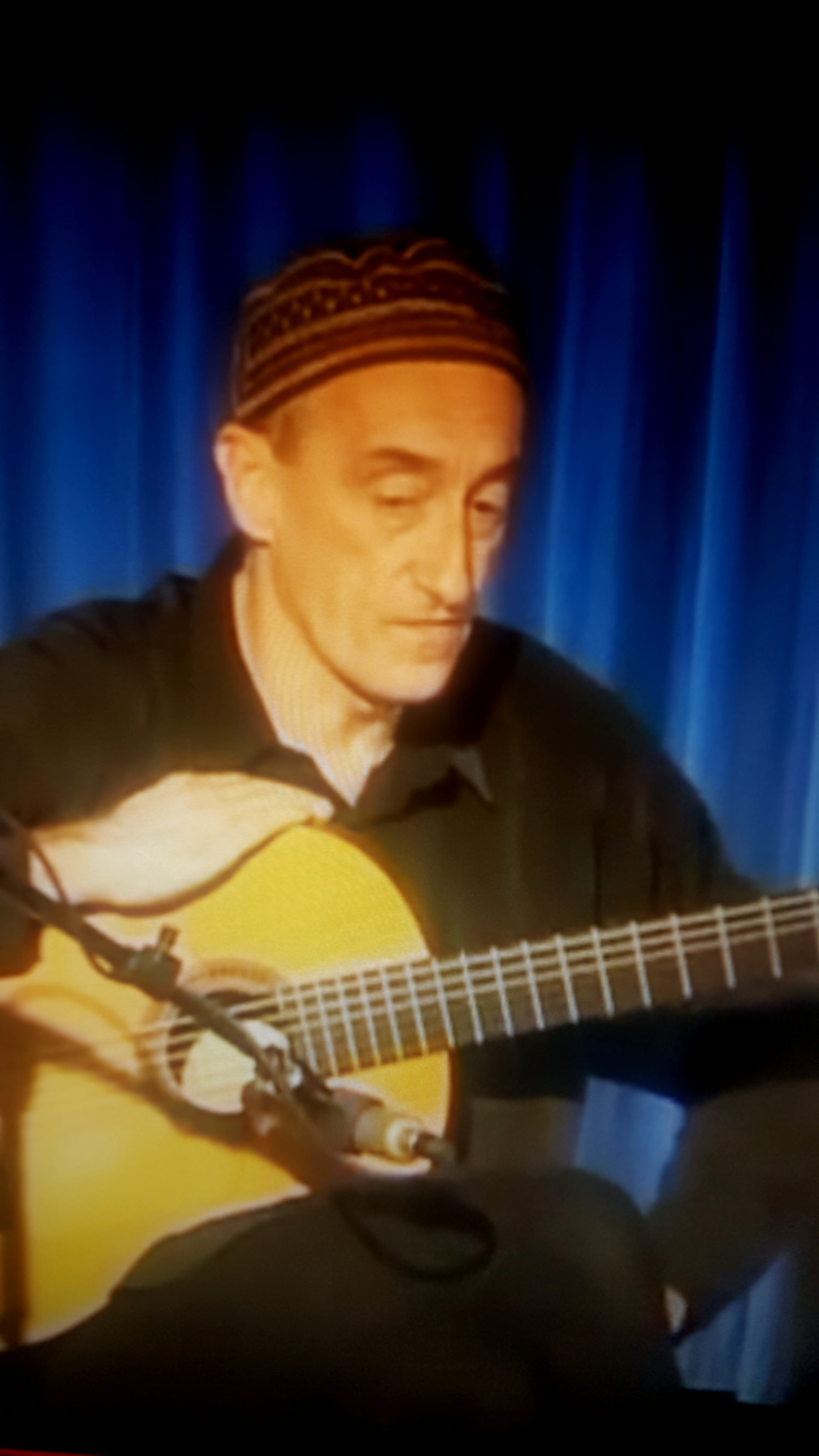
Miroslav Tadić

Miroslav Tadić (* 1959 in Tuzla) ist ein bosnischer Gitarrist.

## Leben und Wirken
Tadić erhielt eine klassische Gitarrenausbildung in Jugoslawien und Italien. 1979 ging er in die USA, wo er seine Ausbildung an der CalArts in Los Angeles vervollkommnete. Dort unterrichtet er seit 1985.
Tadićs Repertoire umfasst Werke des Barock und der Klassik ebenso wie Blues-, Jazz- und Rockmusik. Er wurde 1997 vom US-amerikanischen Fachmagazin Guitar Player zu den dreißig radikalsten und am meisten individualistischen Gitarristen der Welt gezählt. Tadić arbeitete mit Musikern wie Jack Bruce, David Torn, Joachim Kühn, L. Shankar, Howard Levy, Dušan Bogdanović, Theodosii Spassov, Kudsi Ergüner, Djivan Gasparyan, Pandit Swapan Chaudhuri, Markus Stockhausen und Maria João zusammen. Er wirkte an Projekten von Terry Riley mit und trat an der Los Angeles Opera mit Plácido Domingo auf.
1986 lernte er Mark Nauseef und Walter Quintus kennen, mit denen er eine große Anzahl von Aufnahmen und Projekten verwirklichte. In jüngster Zeit widmete er sich mit dem Gitarristen Vlatko Stefanovski und der Sängerin Wanja Lasarowa der mazedonischen Musik. Daneben trat er mit den Grande Mothers of Invention auf. Kristjan Järvi holte ihn 2013 zu seinem Projekt Balkan Fever, für das er auch arrangierte.

## Diskografie (Auszug)
- Snake Music mit Jack Bruce, Mark Nauseef (Percussion), Wolfgang Puschnig, Walter Quintus, Markus Stockhausen, David Torn, 1995
- Krushevo mit Vlatko Stefanovski (Dobro), 1999
- Old Country mit Howard Levy, Mark Nauseef, 1999
- Still Light mit Mark Nauseef, Markus Stockhausen, 2000
- Without Words mit Peter Epstein, 2000
- Arthur Jarvinen & Miroslav Tadić: Endless Bummer, 2003
- Vlatko Stefanovski & Miroslav Tadić Krushevo, 2006
- Rade Šerbedžija & Miroslav Tadić Ponekad Dolazim, Ponekad Odlazim mit Daniel Rosenboom, Jonathan Schwarz, April Guthrie, Chris Garcia, 2010
- Dušan Bogdanović & Miroslav Tadić Migrations (Seobe), 2011 (rec. 2003)
- Mirina, 2013
- Kristjan Järvi Balkan Fever mit Theodosii Spassov, Vlatko Stefanovski, MDR-Sinfonieorchester; Naive Records 2014